# Митропа куп 1934.
Митропа куп 1934. је било 8. издање клупског фудбалског такмичења Митропа купа.
Такмичење је трајало од 16. јуна до 9. септембра 1934. године. Болоња је у финалном двомечу била успешнија од  Адмире Вакер и освојила други трофеј Митропа купа.

## Резултати

### Прва рунда
| Меч | Клуб         | Држава            | укупан рез. | Држава            | Клуб             | 1. утак. | 2. утак. | Плеј-оф |
| --- | ------------ | ----------------- | ----------- | ----------------- | ---------------- | -------- | -------- | ------- |
| 1   | Ференцварош  | Мађарска          | 10:1        | Аустрија          | Флоридсдорфер    | 8:0      | 2:1      |         |
| 2   | Кладно       | Чехословачка      | 4:3         | Краљевина Италија | Интер Милано     | 1:1      | 3:2      |         |
| 3   | Болоња       | Краљевина Италија | 3:2         | Мађарска          | Бочкаји Дебрецин | 2:0      | 1:2      |         |
| 4   | Славија Праг | Чехословачка      | 2:4         | Аустрија          | Рапид Беч        | 1:3      | 1:1      |         |
| 5   | Аустрија Беч | Аустрија          | 2:4         | Мађарска          | Ујпешт           | 1:2      | 1:2      |         |
| 6   | Јувентус     | Краљевина Италија | 5:2         | Чехословачка      | Теплицер         | 4:2      | 1:0      |         |
| 7   | Адмира Вакер | Аустрија          | 2:2         | Краљевина Италија | Наполи           | 0:0      | 2:2      | 5:0     |
| 8   | МТК          | Мађарска          | 6:61        | Чехословачка      | Спарта Праг      | 4:5      | 2:1      | 2:5     |
| 8   | МТК          | Мађарска          | 3:32        | Чехословачка      | Спарта Праг      | 2:1      | 1:2      | 1:1     |

Напомене:
 1 Резултат двомеча и плеј-оф утакмице су поништени због тога што је за Спарту наступао играч који није испуњавао услове. Одигран је нови двомеч.
2 Након нерешеног резултата у плеј-оф утакмици победник је одређен бацањем новчића.

### Четвртфинале
| Меч | Клуб         | Држава            | укупан рез. | Држава            | Клуб        | 1. утак. | 2. утак. | Плеј-оф |
| --- | ------------ | ----------------- | ----------- | ----------------- | ----------- | -------- | -------- | ------- |
| 1   | Ференцварош  | Мађарска          | 7:4         | Чехословачка      | Кладно      | 6:0      | 1:4      |         |
| 2   | Ујпешт       | Мађарска          | 2:4         | Краљевина Италија | Јувентус    | 1:3      | 1:1      |         |
| 3   | Болоња       | Краљевина Италија | 7:5         | Аустрија          | Рапид Беч   | 6:1      | 1:4      |         |
| 4   | Адмира Вакер | Аустрија          | 6:3         | Чехословачка      | Спарта Праг | 4:0      | 2:3      |         |

### Полуфинале
| Меч | Клуб         | Држава   | укупан рез. | Држава            | Клуб     | 1. утак. | 2. утак. | Плеј-оф |
| --- | ------------ | -------- | ----------- | ----------------- | -------- | -------- | -------- | ------- |
| 1   | Ференцварош  | Мађарска | 2:6         | Краљевина Италија | Болоња   | 1:1      | 1:5      |         |
| 2   | Адмира Вакер | Аустрија | 4:3         | Краљевина Италија | Јувентус | 3:1      | 1:2      |         |

### Финале
| Меч | Клуб         | Држава   | укупан рез. | Држава            | Клуб   | 1. утак. | 2. утак. |
| --- | ------------ | -------- | ----------- | ----------------- | ------ | -------- | -------- |
| 1   | Адмира Вакер | Аустрија | 3:4         | Краљевина Италија | Болоња | 3:2      | 1:5      |

| Освајач Митропа купа 1934. |
| -------------------------- |
| Болоња 2. Титула           |